# Aegires hapsis
Aegires hapsis är en snäckart som beskrevs av Fahey och Terrence M. Gosliner 2004. Aegires hapsis ingår i släktet Aegires och familjen Aegiridae. Inga underarter finns listade i Catalogue of Life.